# Švošov
Švošov este o comună slovacă, aflată în districtul Ružomberok din regiunea Žilina. Localitatea se află la altitudinea de 460 m deasupra n.m., se întinde pe o suprafață de 4,27 km2 și în 2017 număra 820 de locuitori. Se învecinează cu Hubová, Komjatná, Žaškov și Stankovany.

## Istoric
Localitatea Švošov este atestată documentar din 1551.

## Demografie
| An:                | 1994 | 2004   | 2014   | 2024   |
| ------------------ | ---- | ------ | ------ | ------ |
| Număr de persoane: | 772  | 824    | 818    | 864    |
| Diferență:         |      | +6,73% | −0,72% | +5,62% |

| An:                | 2023 | 2024   |
| ------------------ | ---- | ------ |
| Număr de persoane: | 860  | 864    |
| Diferență:         |      | +0,46% |